# روبرت روس
روبرت روس (بالإنجليزية: Robert Ross) (و. 1889 – 1943 م) هو مخرج سينمائي، من الولايات المتحدة الأمريكية، توفي عن عمر يناهز 54 عاماً.

## وصلات خارجية
- روبرت روس على موقع IMDb (الإنجليزية)
- روبرت روس على موقع قاعدة بيانات الأفلام السويدية (السويدية)
- روبرت روس على موقع قاعدة بيانات الفيلم (الإنجليزية)